# Vicino al Colosseo... c'è Monti
Vicino al Colosseo... c'è Monti è un cortometraggio documentaristico del 2008 diretto da Mario Monicelli.
Il film è un omaggio del regista al rione di Roma in cui abitava, Monti.
È stato presentato fuori concorso alla 65ª Mostra internazionale d'arte cinematografica di Venezia.